# Gracillaria arsenievi
Gracillaria arsenievi är en fjärilsart som först beskrevs av Ermolaev 1977.  Gracillaria arsenievi ingår i släktet Gracillaria och familjen styltmalar. Inga underarter finns listade i Catalogue of Life.